# Team Dukla Praha/Saison 2014
Dieser Artikel listet Erfolge und Fahrer des Radsportteams Team Dukla Praha in der Saison 2014 auf.

## Erfolge in der UCI Asia Tour
| Datum       | Rennen                       | Kat. | Sieger          |
| ----------- | ---------------------------- | ---- | --------------- |
| 19. Juni    | 3. Etappe Tour of Iran       | 2.1  | Milan Kadlec    |
| 2. November | 2. Etappe Tour of Taihu Lake | 2.1  | Alois Kaňkovský |

## Zugänge – Abgänge
| Zugänge          | Team 2013 | Abgänge    | Team 2014        |
| ---------------- | --------- | ---------- | ---------------- |
| Nicolas Pietrula | Neoprofi  | Jan Kadúch | Bauknecht-Author |
|                  |           | Jiří Bareš | Unbekannt        |
|                  |           | Marek Mixa | Unbekannt        |
|                  |           | Jan Skála  | Unbekannt        |

## Mannschaft
| Name             | Geburtstag         | Nationalität |
| ---------------- | ------------------ | ------------ |
| Martin Bláha     | 12. September 1977 | Tschechien   |
| Roman Fürst      | 5. Mai 1991        | Tschechien   |
| Martin Hačecký   | 24. Juli 1988      | Tschechien   |
| Vojtech Hačecký  | 29. März 1987      | Tschechien   |
| Jiří Hochmann    | 10. Januar 1986    | Tschechien   |
| Milan Kadlec     | 13. Oktober 1974   | Tschechien   |
| Alois Kaňkovský  | 19. Juli 1983      | Tschechien   |
| Jan Kraus        | 23. Januar 1993    | Tschechien   |
| Nicolas Pietrula | 5. August 1995     | Tschechien   |
| Denis Rugovac    | 3. April 1993      | Tschechien   |
| Ondřej Rybin     | 12. Mai 1993       | Tschechien   |
| František Sisr   | 17. März 1993      | Tschechien   |
| Ondřej Vendolský | 12. Juli 1991      | Tschechien   |